# Unidade terminal remota
Uma unidade terminal remota (UTR) é um equipamento eletrônico controlado por microprocessador que faz a interface de objetos no mundo físico com um sistema de controle distribuído ou sistema SCADA (controle de supervisão e aquisição de dados), transmitindo dados de telemetria para um sistema de supervisão mestre para controlar ou monitorar a operação de objetos conectados, como por exemplo o ciclo de aberturas e fechamentos de religadores de energia em redes aéreas de distribuição de energia. Outros termos que podem ser usados para a sigla UTR são unidade de telemetria remota e unidade de telecontrole remoto.

### Funções Principais das RTUs
1. Coleta de Dados: As RTUs coletam dados de diferentes dispositivos e sensores instalados na subestação, como medições de tensão, corrente, potência e estados de comutação de disjuntores.
2. Transmissão de Dados: Após coletar os dados, as RTUs os processam e transmitem para um sistema SCADA ou outro sistema de controle centralizado. Isso permite que os operadores monitorem a operação da subestação em tempo real.
3. Execução de Comandos: As RTUs podem receber comandos do sistema de controle central e executá-los nos dispositivos de campo, como abrir ou fechar disjuntores, alterar a configuração de relés de proteção, entre outros.
4. Processamento Local: Algumas RTUs avançadas possuem capacidades de processamento local, permitindo a execução de lógicas de controle e decisões automáticas com base em parâmetros predefinidos.

### Características das RTUs
- Conectividade: As RTUs são equipadas com interfaces de comunicação que suportam diversos protocolos, como DNP3, IEC 60870-5-101/104, Modbus, e IEC 61850. Isso garante a interoperabilidade com diferentes sistemas e dispositivos.
- Robustez: Projetadas para operar em ambientes industriais, as RTUs são robustas, suportando variações de temperatura, umidade e outras condições adversas.
- Modularidade: Muitas RTUs são modulares, permitindo a adição ou remoção de módulos para ajustar sua capacidade e funcionalidade conforme as necessidades da subestação.
- Autonomia: Em caso de falha na comunicação com o sistema SCADA, as RTUs podem operar autonomamente, executando funções críticas baseadas em lógicas pré-programadas.

### Aplicações das RTUs
- Subestações Elétricas: Em subestações, as RTUs monitoram o status dos equipamentos e proteções, enviam dados para o sistema SCADA e executam comandos de controle.
- Redes de Distribuição: As RTUs também são utilizadas em redes de distribuição para monitoramento remoto e controle de equipamentos, como seccionadores e reguladores de tensão.
- Geração de Energia: Em usinas de geração, as RTUs monitoram e controlam equipamentos críticos, ajudando a otimizar a operação e garantir a segurança.

### Vantagens das RTUs
- Monitoramento em Tempo Real: Proporciona uma visão instantânea das operações, permitindo respostas rápidas a mudanças e falhas.
- Redução de Custos: Automatizando processos e reduzindo a necessidade de intervenção manual, as RTUs contribuem para a redução de custos operacionais.
- Melhoria na Confiabilidade: Com monitoramento contínuo e execução automática de comandos, as RTUs ajudam a aumentar a confiabilidade e a segurança do sistema elétrico.

### Desafios
- Integração com Sistemas Legados: Integrar RTUs modernas em sistemas mais antigos pode ser desafiador.
- Cibersegurança: A conectividade das RTUs com redes de comunicação expõe o sistema a riscos cibernéticos, exigindo medidas de proteção rigorosas.

Em resumo, as RTUs são componentes críticos na automação de subestações e sistemas elétricos, desempenhando um papel vital no monitoramento e controle das operações, garantindo eficiência, segurança e confiabilidade na distribuição de energia.

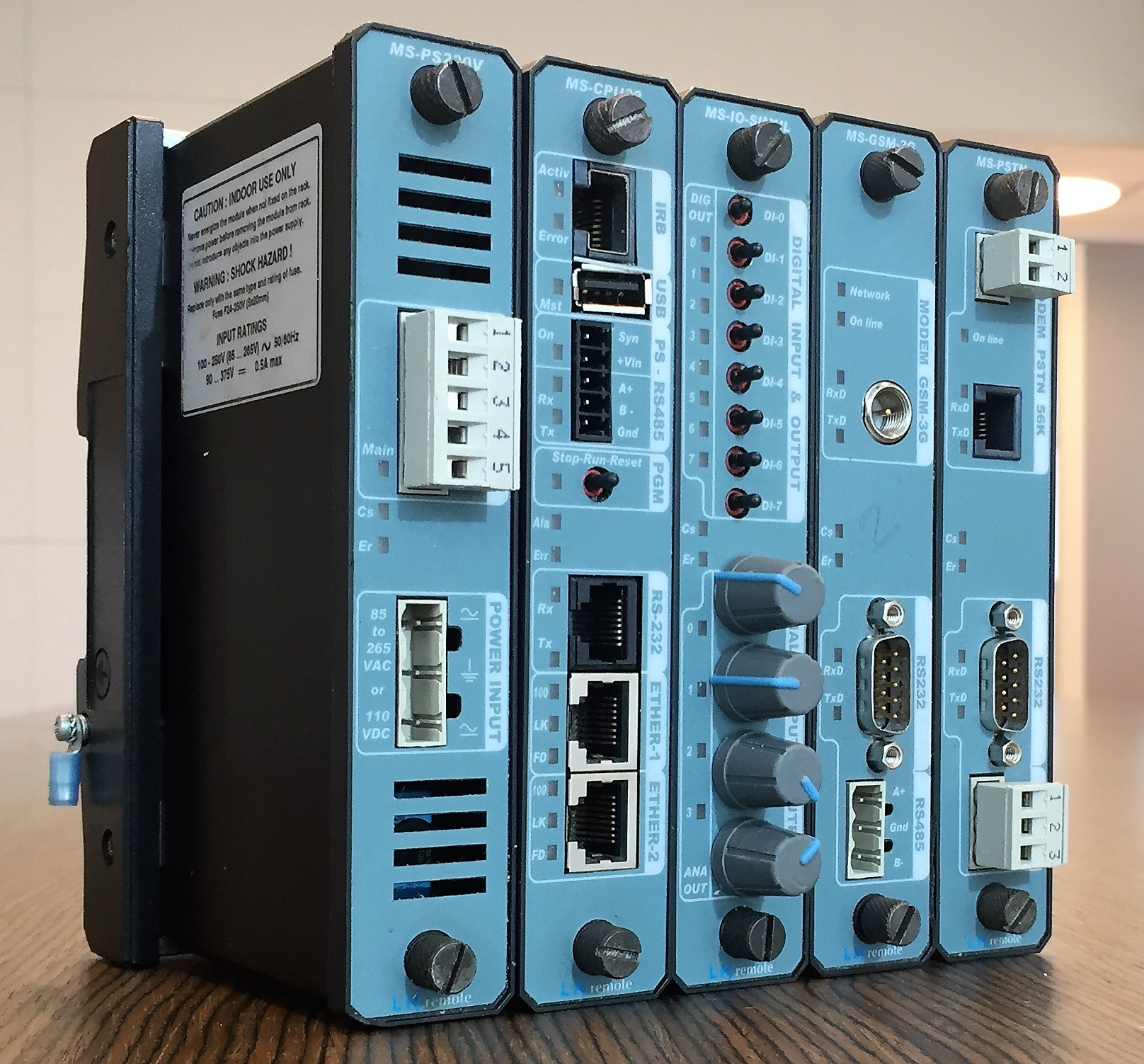
Unidade terminal remota de um religador